# قائمة المسائل غير المحلولة في علم الفلك
هذه المقالة هي قائمة بالمسائل غير المحلولة البارزة في علم الفلك. قد تكون المسائل نظرية أو تجريبية. تنشأ المسائل النظرية نتيجة عجز النظريات الحالية عن تفسير ظواهر مُلاحظة أو نتائج تجريبية. أما المسائل التجريبية فتنجم عن عدم القدرة على اختبار أو استقصاء نظرية مقترحة. تتعلق مسائل أخرى بأحداث أو ظواهر فريدة لم تتكرر، وتبقى أسبابها غير واضحة.

## علم الفلك الكوكبي

### النظام الشمسي

#### الأجرام المدارية والدوران
- هل توجد كواكب غير قزمة وراء نبتون؟
- لماذا تمتلك الأجرام المتطرفة العابرة لنبتون[الإنجليزية] مدارات ممدودة؟[1]
- معدل دوران زحل:
  1. لماذا يدور الغلاف المغناطيسي لزحل بمعدل قريب من معدل دوران سحب الكوكب؟
  2. ما هو معدل دوران الباطن العميق لزحل؟

#### جيومورفولوجيا الأقمار الصناعية
- ما هو أصل سلسلة الجبال العالية التي تتبع خط استواء قمر زحل، إيابيتوس، عن كثب؟
- هل تشكّلَت تلك الجبال من بقايا إيابيتوس عندما كان فتياً، ساخناً ويدور بسرعة؟
- هل الجبال ناتجة عن مواد (إما من حلقات زحل أو من حلقة تابعة لإيابيتوس) تراكمت على السطح بمرور الزمن؟[2][3][4]

### ما وراء النظام الشمسي
- ما مدى شيوع الأنظمة الكوكبية المشابهة للنظام الشمسي؟ بعض الأنظمة الكوكبية المُلاحظة تحتوي على "أراضٍ فائقة" وكواكب "مشتري حارة" تدور قربًا شديدًا من نجومها. تبدو الأنظمة التي تحتوي على كواكب شبيهة بالمشتري في مدارات شبيهة بمداره نادرة. هناك عدة احتمالات لتفسير ندرة هذه المدارات، بما في ذلك نقص البيانات، أو فرضية "الانحراف الكبير".[5]
- كيف تتكوّن الأجسام الثنائية ذات كتلة المشتري؟